# Sydney Ayres
Sydney Ayres, all'anagrafe Daniel Sydney Ayres (New York, 28 agosto 1879 – Oakland, 9 settembre 1916), è stato un attore, regista e sceneggiatore statunitense del cinema muto.
Fu conosciuto anche sotto il nome di Sydney Ayers.

## Biografia
Nato a New York nel 1879 con il nome di Daniel Sydney Ayres, inizia a 32 anni la sua carriera cinematografica come attore, recitando da protagonista in Slick's Romance, per la regia di Francis Boggs, un cortometraggio della Selig Polyscope Company che esce nel 1911. Nello stesso anno, Ayres inizia a scrivere per il cinema così da intraprendere, nel contempo, la carriera di sceneggiatore. Farà anche il regista: dal 1914 al 1916, anno della sua morte provocata da una sclerosi multipla, dirige 47 pellicole. Come attore, ha interpretato 86 film, mentre ne ha firmato 15 da sceneggiatore.
Muore il 9 settembre 1916 a soli 37 anni.

## Filmografia
La filmografia, ripresa da IMDb è completa. Quando manca il nome del regista, questo non viene riportato nei titoli

### Attore
- Slick's Romance, regia di Francis Boggs - cortometraggio (1911)
- How Algy Captured a Wild Man, regia di Francis Boggs - cortometraggio (1911)
- The Heart of John Barlow, regia di Francis Boggs - cortometraggio (1911)
- Shipwrecked, regia di Francis Boggs - cortometraggio (1911)
- The Rival Stage Lines, regia di Francis Boggs - cortometraggio (1911)
- The Artist's Sons, regia di Francis Boggs - cortometraggio (1911)
- Out-Generaled, regia di Francis Boggs - cortometraggio (1911)
- On Separate Paths, regia di Francis Boggs - cortometraggio (1911)
- Captain Brand's Wife, regia di Francis Boggs - cortometraggio (1911)
- Lieutenant Grey of the Confederacy, regia di Francis Boggs - cortometraggio (1911)
- A Spanish Wooing, regia di Frank Montgomery - cortometraggio (1911)
- Blackbeard, regia di Francis Boggs - cortometraggio (1911)
- An Evil Power, regia di Francis Boggs - cortometraggio (1911)
- A Diamond in the Rough, regia di Francis Boggs - cortometraggio (1911)
- The Maid at the Helm, regia di Francis Boggs - cortometraggio (1911)
- For His Pal's Sake, regia di Frank Montgomery - cortometraggio (1911)
- The Little Widow, regia di Francis Boggs - cortometraggio (1911)
- The Peacemaker, regia di Francis Boggs - cortometraggio (1912)
- The Ten of Diamonds, regia di Tom Ricketts (1912)
- The Foreign Spy, regia di Tom Ricketts (1912)
- Bill's Sweetheart, regia di J. Searle Dawley (1913)
- Master and Man, regia di J. Searle Dawley (1913)
- An Innocent Informer, regia di Ashley Miller (1913)
- An Indian Nemesis (1913)
- The Occult, regia di Lorimer Johnston (1913)
- American Born, regia di Lorimer Johnston (1913)
- Trapped in a Forest Fire, regia di Lorimer Johnston (1913)
- Personal Magnetism, regia di Lorimer Johnston (1913)
- The Rose of San Juan, regia di Lorimer Johnston (1913)
- The Power of Light, regia di Lorimer Johnston (1914)
- The Son of Thomas Gray, regia di Lorimer Johnston (1914)
- At the Potter's Wheel, regia di Lorimer Johnston (1914)
- A Blowout at Santa Banana, regia di Lorimer Johnston - cortometraggio (1914)
- The Cricket on the Hearth, regia di Lorimer Johnston - cortometraggio (1914)
- True Western Hearts, regia di Lorimer Johnston (1914)
- The 'Pote Lariat' of the Flying A, regia di Lorimer Johnston (1914)
- The Crucible, regia di Lorimer Johnston - cortometraggio (1914)
- A Child of the Desert, regia di Lorimer Johnston (1914)
- The Call of the Traumerei, regia di Jacques Jaccard e Lorimer Johnston - cortometraggio (1914)
- A Story of Little Italy, regia di Lorimer Johnston (1914)
- The Coming of the Padres, regia di Lorimer Johnston - cortometraggio (1914)
- The Turning Point, regia di Lorimer Johnston - cortometraggio (1914)
- The Certainty of Man, regia di Lorimer Johnston (1914)
- The Last Supper, regia di Lorimer Johnston - cortometraggio (1914)
- The Widow's Investment, regia di Lorimer Johnston - cortometraggio (1914)
- David Gray's Estate, regia di Lorimer Johnston - cortometraggio (1914)
- The Story of the Olive, regia di Sydney Ayres - cortometraggio (1914)
- The Navy Aviator, regia di Sydney Ayres (1914)
- Metamorphosis (1914)
- On Desert Sands, regia di Sydney Ayres (1915)
- The Hearts of the Bradys, regia di Sydney Ayres (1915)
- The Unmasking, regia di Sydney Ayres (1915)
- Her Bargain, regia di Sydney Ayres (1915)
- A Martyr of the Present, regia di Sydney Ayres (1915)
- The Unknown Brother, regia di Sydney Ayres (1915)
- A Matter of Parentage, regia di Sydney Ayres (1915)
- The Ace of Clubs, regia di Sydney Ayres (1915)
- Love o' the Parent, regia di Sydney Ayres (1915)
- The Law of the Open, regia di Sydney Ayres (1915)
- Love that Lasts, regia di Sydney Ayres (1915)
- Love and Handcuffs, regia di Sydney Ayres (1915)
- Tiny Hands, regia di Sydney Ayres (1915)
- In the Hills Beyond, regia di Sydney Ayres (1915)
- Profit and Loss, regia di Sydney Ayres (1915)
- Framed, regia di Sydney Ayres (1915)
- Diamonds of Fate, regia di Sydney Ayres (1915)
- The Amber Vase, regia di Sydney Ayres (1915)
- The Toy-Maker of Leyden, regia di Reginald Barlow (1915)
- Fifty Years Behind, regia di Sydney Ayres (1915)
- The Stranger, regia di Sydney Ayres (1915)
- The Honor of Kenneth McGrath, regia di Sydney Ayres (1915)
- Around the Corner, regia di Carl M. Leviness (1915)
- Haunting Winds, regia di Carl M. Leviness (1915)
- She Loved Them Both, regia di Sydney Ayres (1915)
- The Shot, regia di Carl M. Leviness (1915)
- Every Man's Money, regia di Lynn Reynolds (1915)
- The Third Partner, regia di Lynn Reynolds (1915)
- The Vengeance of Guido, regia di Lynn Reynolds (1915)
- A Pure Gold Partner, regia di Lynn Reynolds (1915)
- The Man from Argentina, regia di Sydney Ayres (1915)
- Honor Thy Husband, regia di Lynn Reynolds (1915)
- The Mirror of Justice, regia di Lynn Reynolds (1915)
- His Good Name, regia di Lynn Reynolds (1915)
- Does It End Right? (1915)
- The Stolen Melody, regia di Sydney Ayres (1916)
- As in a Dream, regia di Carl M. Leviness (1916)
- The Avenger, regia di Leon De La Mothe (1916)
- The Sting of Conscience, regia di George Cochrane (1916)

### Regista
- The Story of the Olive - cortometraggio (1914)
- The Navy Aviator (1914)
- Beyond the City (1914)
- The Oath of Pierre (1914)
- The Painted Lady's Child (1914)
- Nature's Touch (1914)
- The Cameo of the Yellowstone (1914)
- Feast and Famine (1914)
- A Man's Way (1914)
- Does It End Right? (1914)
- The Trap (1914)
- Their Worldly Goods (1914)
- The Aftermath (1914)
- The Cocoon and the Butterfly (1914)
- His Faith in Humanity (1914)
- The Taming of Sunnybrook Nell (1914)
- Billy's Rival (1914)
- Jail Birds (1914)
- In the Open (1914)
- Sir Galahad of Twilight - cortometraggio (1914)
- Sweet and Low (1914)
- Redbird Wins - cortometraggio (1914)
- On Desert Sands (1915)
- The Hearts of the Bradys (1915)
- The Unmasking (1915)
- Her Bargain (1915)
- A Martyr of the Present (1915)
- The Unknown Brother (1915)
- A Matter of Parentage (1915)
- The Ace of Clubs (1915)
- Love o' the Parent (1915)
- The Law of the Open (1915)
- Love that Lasts (1915)
- Love and Handcuffs (1915)
- Tiny Hands (1915)
- In the Hills Beyond (1915)
- Profit and Loss (1915)
- Framed (1915)
- Diamonds of Fate (1915)
- The Amber Vase (1915)
- Fifty Years Behind (1915)
- The Stranger (1915)
- The Honor of Kenneth McGrath (1915)
- The Man from Argentina (1915)
- She Loved Them Both (1915)
- The Stolen Melody (1916)

### Sceneggiatore
- Shipwrecked, regia di Francis Boggs - cortometraggio (1911)
- The Rose of San Juan, regia di Lorimer Johnston (1913)
- A Child of the Desert, regia di Lorimer Johnston (1914)
- The Turning Point, regia di Lorimer Johnston - cortometraggio (1914)
- Beyond the City, regia di Sydney Ayres (1914)
- Business Versus Love, regia di Tom Ricketts (1914)
- Break, Break, Break, regia di Harry A. Pollard - cortometraggio (1914)
- On Desert Sands, regia di Sydney Ayres (1915)
- Her Bargain, regia di Sydney Ayres (1915)
- The Ace of Clubs, regia di Sydney Ayres (1915)
- Love o' the Parent, regia di Sydney Ayres (1915)
- Love that Lasts, regia di Sydney Ayres (1915)
- Love and Handcuffs, regia di Sydney Ayres (1915)
- Tiny Hands, regia di Sydney Ayres (1915)
- The Amber Vase, regia di Sydney Ayres (1915)
- She Loved Them Both, regia di Sydney Ayres (1915)
- Every Man's Money, regia di Lynn Reynolds (1915)